# 서산해미읍성축제
서산해미읍성축제(Seosan Haemieupseong Festival, 구 해미읍성 역사체험축제)는 서산시가 주최하고 서산해미읍성역사체험축제추진위원회와 서산문화원이 주관하는 지역 축제이다. 2000년부터 개최되었으며, 매년 10월에 해미읍성 일대에서 열린다. 2017년부터 명칭이 해미읍성 역사체험축제에서 서산해미읍성축제로 변경되었다.

## 특성
해미읍성축제는 지역의 역사적 사실을 배경으로 '해미읍성 600년 시간여행'이라는 주제 아래 매년 부제를 달리하여 프로그램을 구성한다. 2016년에는 '조선시대 판이 열린다!'라는 부제로 조선시대 서민의 일상을 보부상 체험으로 구성하였고, 2017년에는 '조선시대 병영성의 하루!'라는 부제로 조선시대 병마절도사가 주둔한 충청도의 군사중심지로써 당시 병영성을 소재로 축제를 구성하였다.

## 연혁
| 개최연도    | 날자               | 횟수      | 축제명칭                 | 대표 프로그램 |
| ----------- | ------------------ | --------- | ------------------------ | --- |
| 2000 ~ 2004 |                    | 1회 ~ 5회 | 해미읍성역사체험축제     | 관아체험, 옥사체험, 종교성극, 판페라, 현감 퍼레이드, 장터체험, 민속공연, 성곽체험프로그램, 길놀이, 풍물경연, 사생대회, 백일장 등                |
| 2005        | 4.29.~5.1.         | 6회       | 해미읍성병영체험축제     | 충청병마절도사 출정식, 조선시대 운동회, 군사훈련, 장치기대회 등                                                                                 |
| 2007        | 10.12.~14. (3일간) | 7회       | 해미읍성병영체험축제     | 충청병마절도사 출정식, 무과장원제, 축국․장치기대회, 무예시범 등                                                                                 |
| 2008        | 10.10.~12. (3일간) | 8회       | 해미읍성병영체험축제     | 충청병마절도사 출정식, 무과수련원, 전통무기 과학교실, 중부권 궁도대회, 무장원 선발대회 등                                                       |
| 2009        | 6.12.~14. (3일간)  | 9회       | 해미읍성문화축제         | 충청병마절도사 출정식, 전국장사씨름대회, 전국풍물경연대회, 사진작가 출사대회, 2박3일 무예수련원 등                                              |
| 2011        | 6.10.~12. (3일간)  | 10회      | 해미읍성축제             | 전통난장 공연, 난장씨름, 연 프로그램, 충남아마추어 바둑대회, 안견회화퍼포먼스, 충청병마절도사 출정식                                            |
| 2012        | 10.5.~7. (3일간)   | 11회      | 해미읍성역사체험축제     | 전통문화공연, 안견회화퍼포먼스, 뮤지컬 성벽은 살아있다, 태종대왕 강무, 관아체험, 장터마당극 등                                                  |
| 2013        | 10.11.~13. (3일간) | 12회      | 서산해미읍성역사체험축제 | 주제체험 여섯마당, 태종대왕 행렬 및 강무, 천주교 마당극, 국악관현악단과 함께 하는 전통국악 공연, 무형문화재 공연, 전통혼례 및 회혼례 등         |
| 2014        | 10.9.~12. (4일간)  | 13회      | 서산해미읍성역사체험축제 | 주제체험 여섯마당(조선시대 여인의 삶), 태종대왕 행렬 및 강무, 천주교 마당극, 전통국악공연(주,야), 지역문화공연, 상설장터, 전통혼례 및 회혼례 등 |
| 2015        | 10.9.~11. (3일간)  | 14회      | 서산해미읍성역사체험축제 | 주제체험(성벽은 살아있다!), 태종대왕 강무, 마당극, 전통국악공연, 지역문화공연, 상설장터, 연계프로그램 등                                        |
| 2016        | 10.7.~9. (3일간)   | 15회      | 서산해미읍성역사체험축제 | 주제체험(조선시대 판이 열린다!), 보부상체험, 태종대왕 강무, 마당극, 전통국악공연, 지역문화공연, 상설장터, 연계프로그램 등                       |
| 2017        | 10.6.~8. (3일간)   | 16회      | 서산해미읍성축제         | 주제체험(조선시대 병영성의 하루), 태종대왕 행렬 및 강무, 병영체험, 마당극, 야간기획공연, 음식마당, 엽전체험, 풍물경연대회, 서산박첨지놀이 등    |

※ 2006년과 2010년은 발굴조사 및 태풍 피해로 미개최

## 수상내역
- '2016 대한민국 대표브랜드 대상' 수상(문화관광부문)[13]
- 세계축제협회(IFEA) '2016 피너클어워드' 금상 수상(신규이벤트 부문)[14]
- 문화체육관광부 선정 '13~17년(5년 연속) 유망축제[15]